# 雪が谷大塚駅
雪が谷大塚駅（ゆきがやおおつかえき、雪谷大塚と書く場合もある）は、東京都大田区南雪谷二丁目にある、東急電鉄池上線の駅である。駅番号はIK09。
早朝・夜間を中心に当駅止まり・始発列車が設定されており、朝ラッシュ時には五反田発列車のうち3本に1本が当駅で折返す。
池上線、東急多摩川線の車両基地である雪が谷検車区が当駅に隣接している。かつては、目黒蒲田電鉄（現・東急電鉄）新奥沢線が当駅に接続していた。

## 歴史

### 年表
- 1923年（大正12年）5月4日：池上電気鉄道の雪ヶ谷駅（ゆきがやえき）として開設[2]。 当初は現在の石川台1号踏切（当駅より五反田方面へ向かって3つ目の踏切）蒲田寄りに設置されていた[3]。
- 1927年（昭和2年）8月19日：現在の車両基地付近に調布大塚駅が開設[3][4]。
- 1928年（昭和3年）10月5日：新奥沢線当駅 - 新奥沢駅間開通[5]。これに伴い、雪ヶ谷駅も約150m蒲田寄りへ移転した[3]。
- 1933年（昭和8年）6月1日：雪ヶ谷駅と調布大塚駅とを統合して現在地へ移設、雪ヶ谷駅とする。
- 1935年（昭和10年）11月1日：新奥沢線当駅 - 新奥沢間廃止[6]。
- 1943年（昭和18年）12月：雪ヶ谷大塚駅へ改称。
- 1966年（昭和41年）1月20日：雪が谷大塚駅へ改称[7]。
- 1987年（昭和62年）10月21日：駅ビル建設工事進捗に伴い、改札口が地上から2Fへ移設[8]。ホームも五反田寄りにやや延伸[8]。
- 1989年（平成元年）9月26日：雪が谷大塚駅ビル完成[9]。総事業費は11億3,000万円[9]。
- 2000年（平成12年）
  - 7月：改札内エレベーターと改札外エスカレーター使用開始[10]。
  - 9月9日：改札内エスカレーター使用開始[11]。
- 2005年（平成17年）1月31日：定期券売り場営業終了[12]。
- 2017年（平成29年）4月：西口エレベーター供用開始[13]。

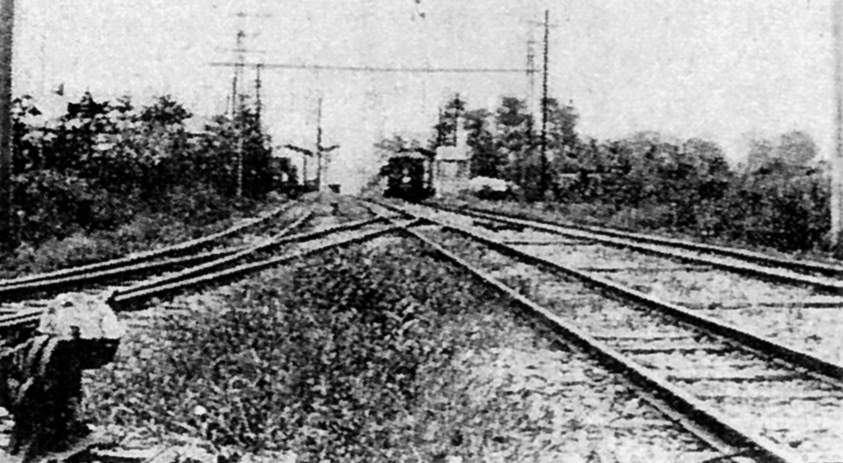
新奥沢線営業時代の雪ヶ谷駅

### 駅名の由来
「雪ヶ谷駅」と「調布大塚駅」を統合して開設したため、2駅の駅名より採られた。
「雪ヶ谷」は開設当時、その所在地が荏原郡池上村大字雪ヶ谷であったことに由来する。また「調布大塚」は所在地が当時の調布村大字鵜ノ木の飛び地、字大塚だったので、その調布と大塚とを繋げたものである。なお「大塚」は、調布大塚小学校西北の稲荷社にある大塚古墳（正式名は鵜木大塚古墳）から付いた地名である。字大塚は後の1932年（昭和7年）の東京市編入に際して「大森区調布大塚町」となった。　そしてさらに1960年（昭和35年）の住居表示実施に際し「大田区雪谷大塚町」と改称したが、同時に町域南側を中原街道で限った。そのため以前の「調布大塚」駅の地点は南雪谷二丁目に入っている。
地名に雪の字を冠する経緯は不明だが、以前は柚子（柚木）群生地域であったことから「柚木谷」がなまったと言う説と、この近辺の土壌が白土だったために、遠方から見て雪が積もっているように見える場所を示す「雪谷戸」が「雪ヶ谷」に訛った説、または「雪谷戸」と同じような意味を持つ「雪ヶ谷」がそのまま地名になったという説がある。
因みに日本全国の駅で「雪」が付く駅は当駅のみである。

## 駅構造
島式ホーム1面2線を有する地上駅。橋上駅舎を備える。サービスマネージャー導入駅であるため、旗の台駅より遠隔監視している。
また、乗務員を管轄する雪が谷大塚乗務区が当駅構内に設置されている。
前述したが、当駅の位置は3度変更されている。1923年（大正12年）5月の初代雪ヶ谷駅は古い事柄で駅の詳細は不明である。1928年（昭和3年）10月に新奥沢線開通に伴い蒲田寄りへ移転、相対式ホームとなる。また新奥沢線用ホームも新設された。

### のりば
| 番線 | 路線   | 方向 | 行先               |
| ---- | ------ | ---- | ------------------ |
| 1    | 池上線 | 下り | 蒲田方面           |
| 2    | 池上線 | 上り | 旗の台・五反田方面 |

ホームは4両分確保されている。五反田寄り1両は回送列車のみの使用の為、柵で入れないようになっている。
蒲田側の駅前踏切を渡った先に折り返しや入庫の際に使われる渡り線がある。五反田方面より到着した当駅折返し列車は1番線へ到着後に乗客を全員降車させ、この渡り線を使って雪が谷検車区に向かった後折り返して2番線に当駅始発の五反田行きとして入線する。入庫列車の場合は渡り線を渡ってそのまま雪が谷検車区に向かう。
終電後は上下線どちらにも夜間停泊を実施している。
その他、五反田側（上り線）と蒲田側（上下線）に車両が留置可能な箇所がある。通常は使用されないが、車両故障やダイヤ乱れでの車両交換や終電後作業などの特別な場合に車両が留置される。

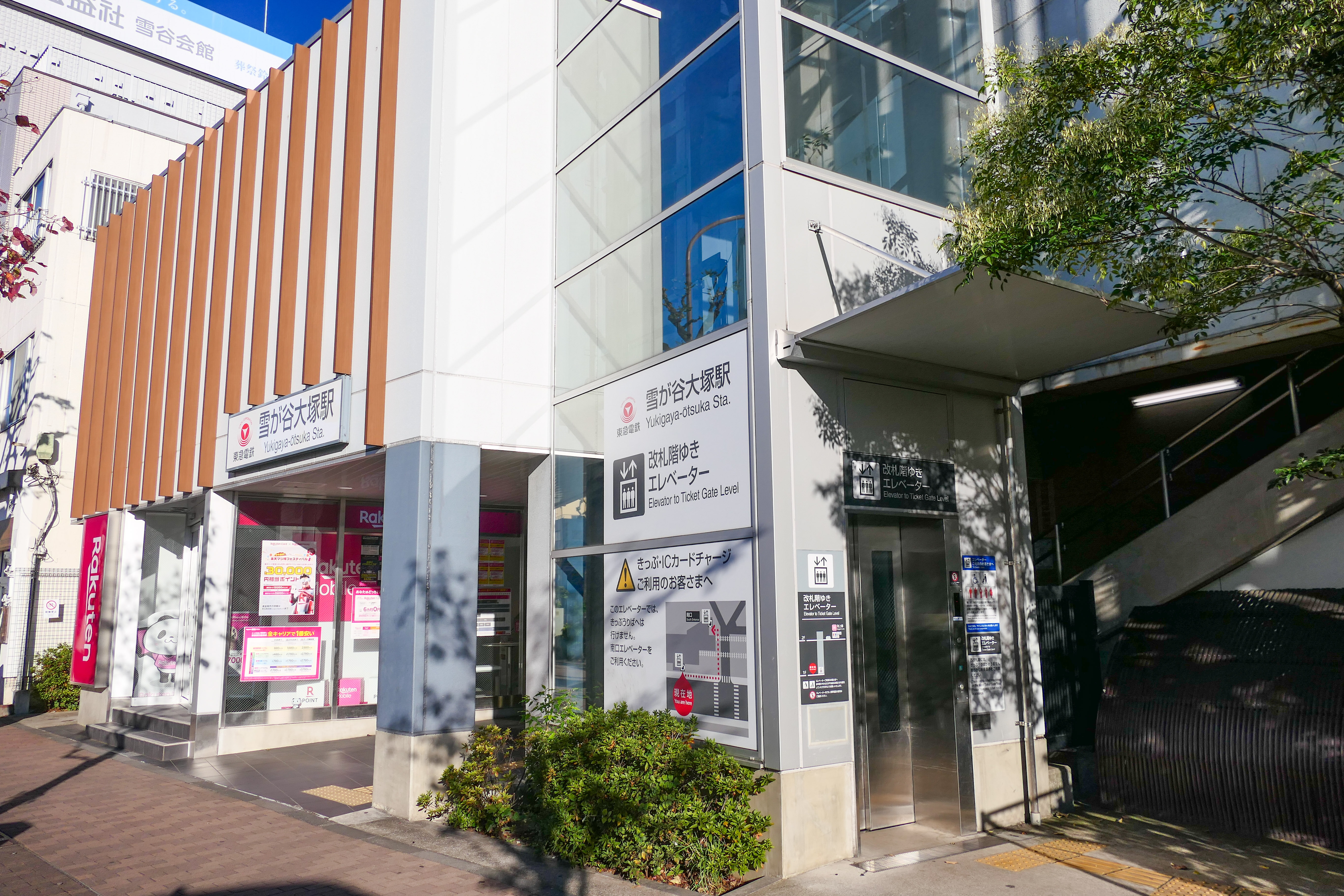
西口（2024年11月）
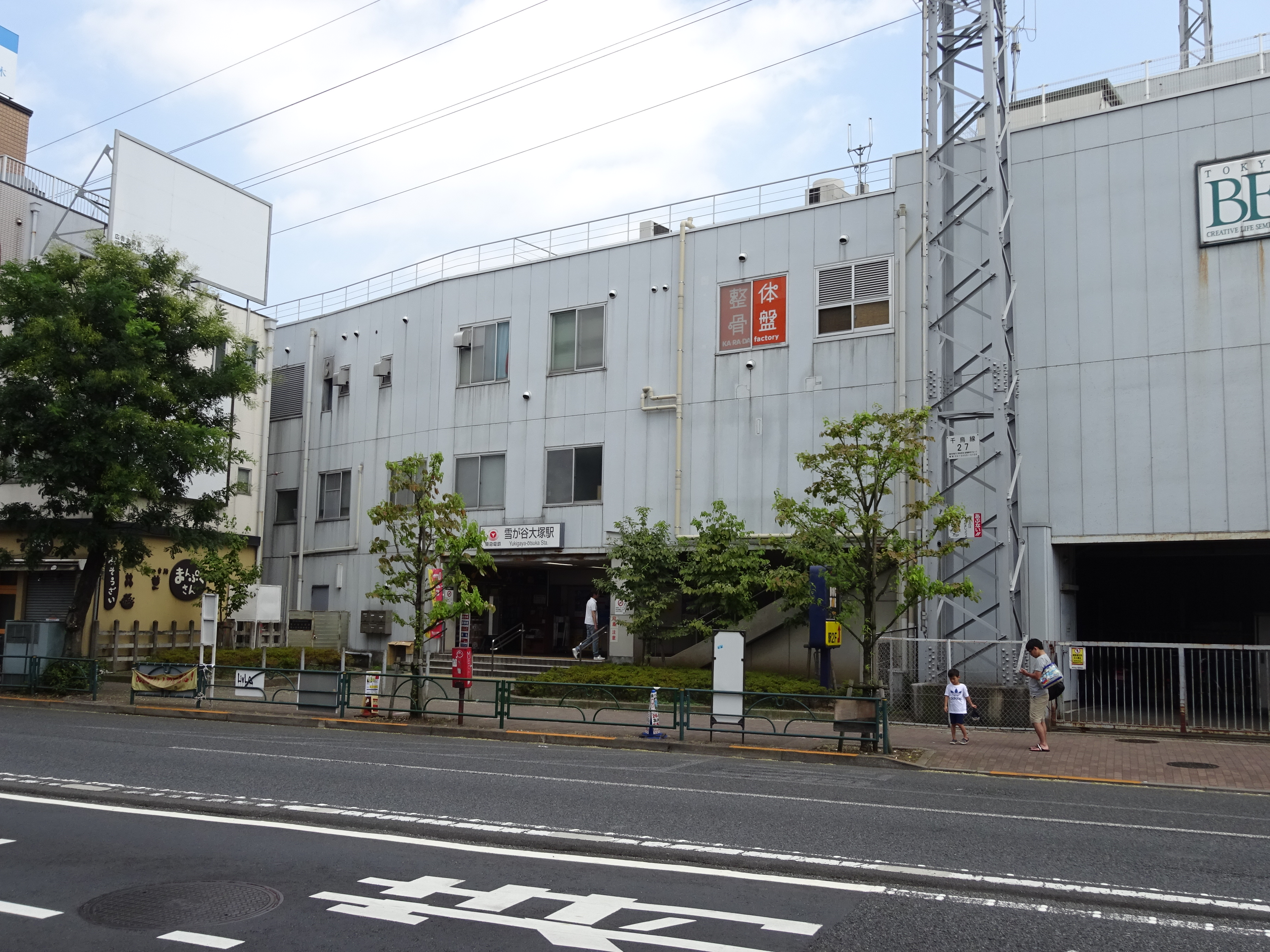
エレベーター設置前の西口（2016年8月）
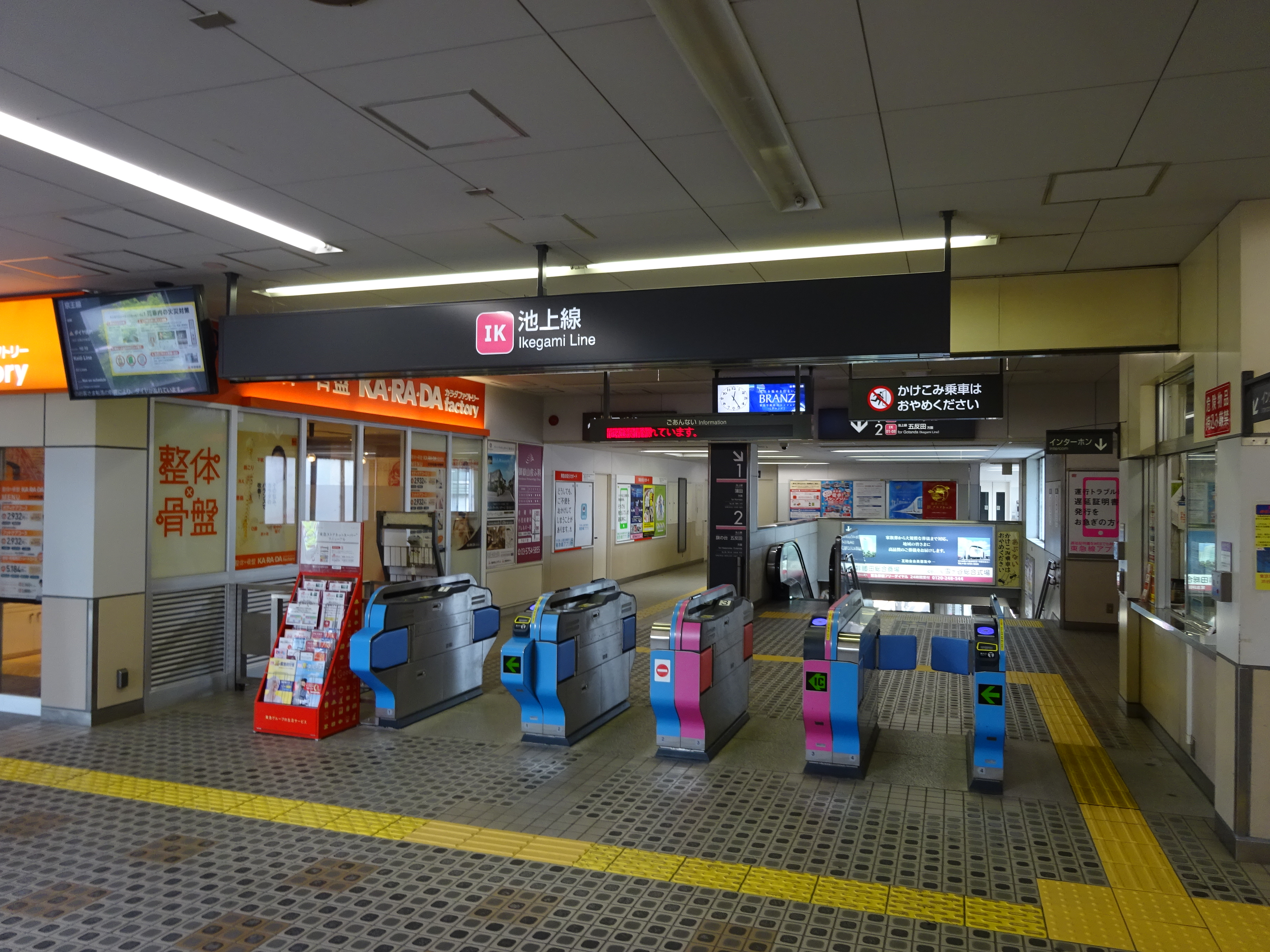
改札口（2016年8月）
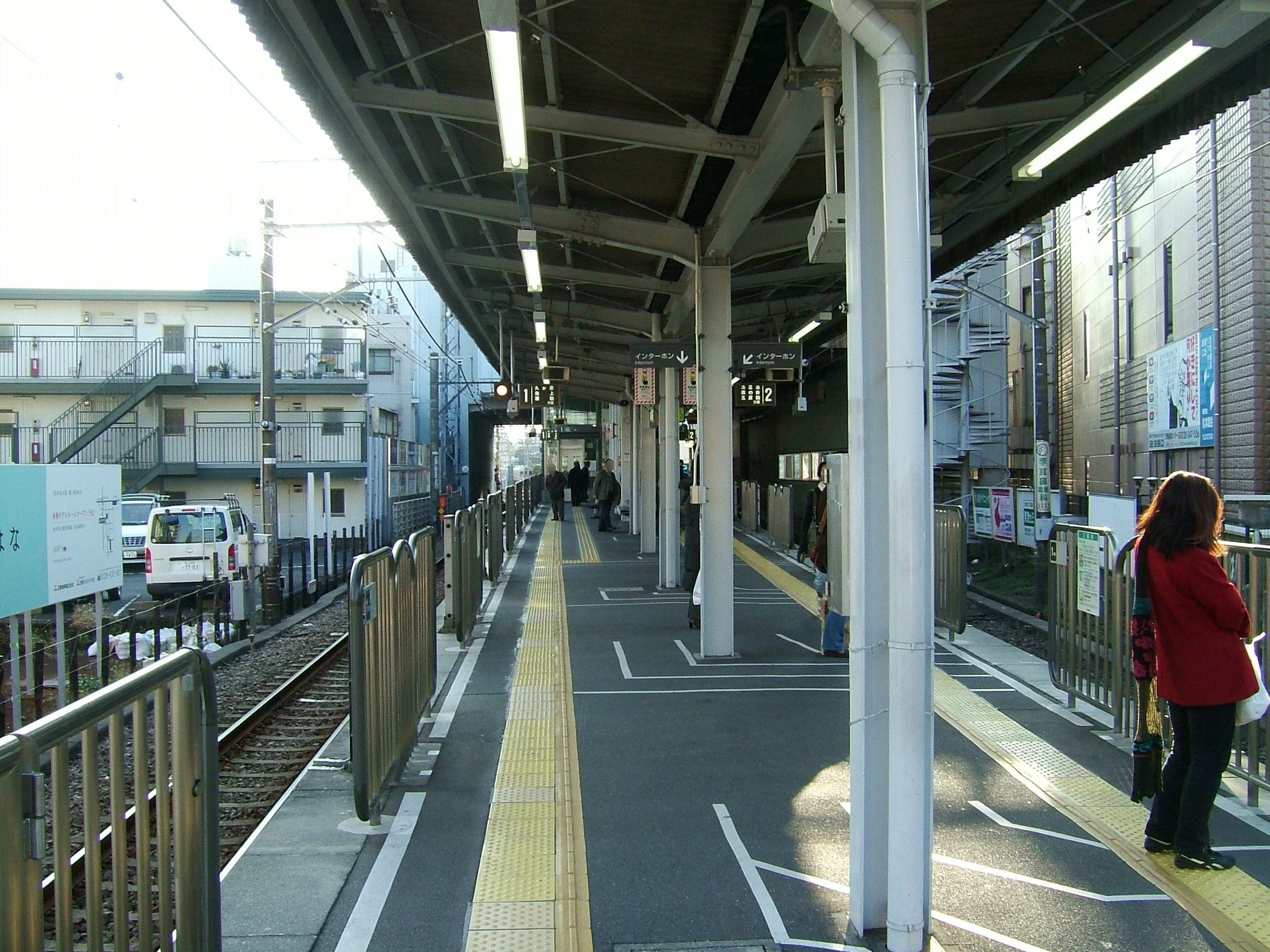
ホーム（2007年12月）

## 利用状況
2024年度（令和6年度）の1日平均乗降人員は22,365人である。
近年の1日平均乗降・乗車人員の推移は以下の通り。
| 年度               | 1日平均 乗降人員 | 1日平均 乗車人員 | 出典     |
| ------------------ | ---------------- | ---------------- | -------- |
| 1990年（平成02年） |                  | 11,874           | [ * 1 ]  |
| 1991年（平成03年） |                  | 12,019           | [ * 2 ]  |
| 1992年（平成04年） |                  | 11,800           | [ * 3 ]  |
| 1993年（平成05年） |                  | 11,482           | [ * 4 ]  |
| 1994年（平成06年） |                  | 11,214           | [ * 5 ]  |
| 1995年（平成07年） |                  | 11,085           | [ * 6 ]  |
| 1996年（平成08年） |                  | 11,077           | [ * 7 ]  |
| 1997年（平成09年） |                  | 10,978           | [ * 8 ]  |
| 1998年（平成10年） |                  | 10,551           | [ * 9 ]  |
| 1999年（平成11年） |                  | 10,279           | [ * 10 ] |
| 2000年（平成12年） |                  | 10,225           | [ * 11 ] |
| 2001年（平成13年） |                  | 10,353           | [ * 12 ] |
| 2002年（平成14年） | 20,155           | 10,389           | [ * 13 ] |
| 2003年（平成15年） | 19,992           | 10,279           | [ * 14 ] |
| 2004年（平成16年） | 20,094           | 10,266           | [ * 15 ] |
| 2005年（平成17年） | 20,747           | 10,500           | [ * 16 ] |
| 2006年（平成18年） | 21,366           | 10,800           | [ * 17 ] |
| 2007年（平成19年） | 21,980           | 11,063           | [ * 18 ] |
| 2008年（平成20年） | 22,638           | 11,362           | [ * 19 ] |
| 2009年（平成21年） | 22,517           | 11,285           | [ * 20 ] |
| 2010年（平成22年） | 22,616           | 11,299           | [ * 21 ] |
| 2011年（平成23年） | 22,818           | 11,388           | [ * 22 ] |
| 2012年（平成24年） | 23,202           | 11,570           | [ * 23 ] |
| 2013年（平成25年） | 23,799           | 11,858           | [ * 24 ] |
| 2014年（平成26年） | 23,969           | 11,915           | [ * 25 ] |
| 2015年（平成27年） | 24,589           | 12,216           | [ * 26 ] |
| 2016年（平成28年） | 24,901           | 12,386           | [ * 27 ] |
| 2017年（平成29年） | 25,312           | 12,603           | [ * 28 ] |
| 2018年（平成30年） | 25,649           | 12,748           | [ * 29 ] |
| 2019年（令和元年） | 25,644           | 12,730           | [ * 30 ] |
| 2020年（令和02年） | 18,202           |                  |          |
| 2021年（令和03年） | 19,349           |                  |          |
| 2022年（令和04年） | 20,611           |                  |          |
| 2023年（令和05年） | 21,632           |                  |          |
| 2024年（令和06年） | 22,365           |                  |          |

## 駅周辺

### 公共施設等
- 鵜木大塚古墳
- 田園調布郵便局
  - ゆうちょ銀行 田園調布店
- 大田南雪谷郵便局
- 警視庁 田園調布警察署
- 東京消防庁田園調布消防署
- 大田区役所
  - 調布地域庁舎
  - 嶺町特別出張所
- バーミヤン雪ケ谷店大塚駅前店[20]
- オオゼキ雪谷店[21]
- 東急ストア雪が谷店[22]
- オーケー田園調布店[23]
- アルプスアルパイン
- アストロデザイン
- 武隈部屋
- 中原街道沿いには学習塾が多い。

### バス路線
- 東急バス「雪が谷」停留所
  - 蒲12：蒲田駅（池上警察署・蓮沼駅経由）
  - 蒲12（入庫）：池上営業所：矢口東小学校交差点で池上方面に左折する。
  - 蒲12： 田園調布駅
- 多摩01：多摩川駅
  - 多摩01： 東京医療センター（目黒線奥沢駅、大井町線緑が丘駅、東横線都立大学駅経由）

## 隣の駅
東急電鉄
 池上線
石川台駅 (IK08) - 雪が谷大塚駅 (IK09) - 御嶽山駅 (IK10)

### かつて存在した路線
目黒蒲田電鉄
新奥沢線
雪ヶ谷駅 - 諏訪分駅